# Scene kids

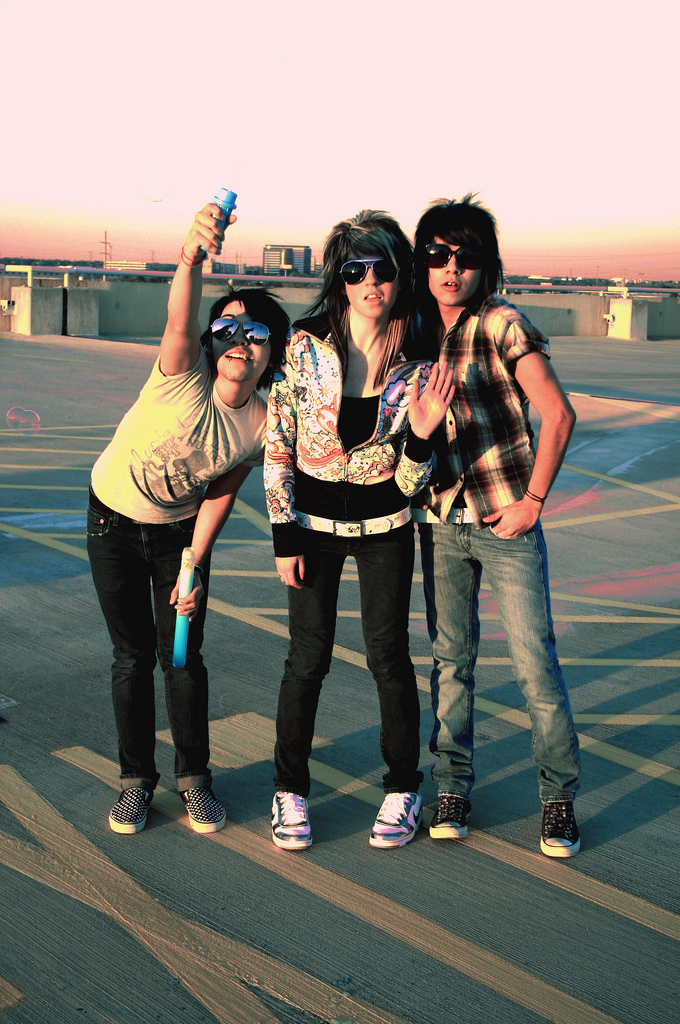
Scene Kids в поздние 2000-е

Scene Kids (рус. Дети Сцены, также часто просто Scene) —  музыкальная субкультура, сформировавшаяся из английской субкультуры чав и поклонников музыкального жанра кранккор впоследствии. Основным правилом Scene Kids является тезис о намеренном ношении одежды, которая противоречит модным тенденциям в данный промежуток времени, и игнорировании общественных норм. В то же время в самой субкультуре сохраняется своя мода, во многом связанная с молодёжными движениями 2000-х годов.

## История
Scene kids возникли в Великобритании в конце 1990-х годов, когда некоторые из представителей чав начали экспериментировать с альтернативной модой. Из неё были взяты в основном элементы моды эмо, инди-рока, рэйва и японской рок-моды. В середине 2000-х годов движение распространилось по всему англоязычному миру. Название же «scene kids» произошло из-за термина «scene queen» (рус. королева сцены), которым в 1970-х годах уничижительно называли музыкантов и поклонников глэм-рока за их подчёркнуто андрогинный внешний вид, и затем в Великобритании стало употребляться в адрес «позёров» от рок-субкультур.
Из-за того, что современные scene kids испытали сильное влияние эмо-культуры как самой популярной субкультуры первой половины 2000 годов, возникла частая путаница этих двух субкультур. Так, родители могут негативно относиться к увлечением своих детей субкультурой scene kids, считая её проповедующей суицид и депрессию, путая их с эмо. Ввиду этого многие scene kids обвиняют эмо в «изнасиловании субкультуры», эмо же, наоборот, обвиняют scene kids в «подражании эмо только для того, чтобы оставаться в современных модных направлениях». Со стороны это часто рассматривается как «конфликты за территорию», и отношения между субкультурами считаются очень напряжёнными.
Прежде всего подобная ситуация возникла благодаря самого популярному у scene kids жанру кранккор, который в то же время имеет частичные корни в эмо-культуре и испытывает огромное её влияние. Впоследствии это даже позволило музыкальным критикам называть исполнителей кранккора «скримо-группами без инструментов».

## Критика
Традиционно scene kids критикуются как и СМИ, так и представителями других субкультур. Например, Трэвис Хэйт с сайта The Easteiner обвиняет их в плохом знании истории собственной же субкультуры, а также сравнивает их с «позёрами» из других молодёжных движений. В конце статьи он делает вывод, что scene kids сами виноваты в негативном отношении общества к себе. В то же время Уоррен Эллис назвал клип «FreaXXX» группы Brokencyde «почти идеальным изображением всего дерьма в современной культуре».